# 沃羅諾沃
沃羅諾沃是白俄羅斯的城鎮，距離利達約32公里，毗鄰與立陶宛接壤的邊境，由格羅德諾州負責管轄，海拔高度165米，2008年人口7,000。第二次世界大戰期間，納粹德國在1941年6月至1944年7月佔領該鎮。